# سانرایز اونیو
سانرایز اونیو (به انگلیسی: Sunrise Avenue) یک گروه سافت راک فنلاندی است.

## تاریخچه
این گروه در سال ۱۹۹۲ توسط سامو هابر و Jan Hohenthal در ابتدا به نام Sunrise تشکیل شد. اما بعد از مدتی Haber به اسپانیا رفت و گروه تا حدی کم فعالیت شد و به مرور از بین رفت. پس از بازگشت Haber گروه با اسم سانرایز اونیو دوباره تشکیل شد.
این گروه تا به حال سه آلبوم داده که طی آنها جوایزی هم کسب کرده‌است.

## اعضا
- Samu Haber
- Raul Ruutu
- Sami Osala
- Riku Rajamaa
- Osmo Ikonen

## آلبومها
به سوی سرزمین عجایب - ۲۰۰۶
پاپگاسم - ۲۰۰۹
غیر رایج - ۲۰۱۱